# Joan-Daniel Bezsonoff
Joan-Daniel Bezsonoff i Montalat, né le 15 septembre 1963 à Perpignan (Pyrénées-Orientales), est un écrivain français de langue catalane et professeur agrégé.

## Biographie
Ancien élève du lycée Masséna de Nice, il est professeur de littérature française et catalane. Il donne des cours à l'Université Catalane d'été à Prades depuis 1994.
L'un de ses premiers travaux fut la réédition des Catalanades d'Un Tal en graphie normalisée de l'écrivain roussillonnais Albert Saisset, avant de s'illustrer dans le roman. Il est également chroniqueur et collabore régulièrement à El Periódico, au journal l'Indépendant de Perpignan, ainsi qu'à la revue El Temps et L'Avenç. Il a collaboré pendant quelques années au cahier littéraire du journal El País.
En plus de ses activités d'homme de lettres et de chercheur, il s'occupe de la protection des langues sans État et des cultures minoritaires, particulièrement le catalan mais aussi l'occitan. Il est d'ailleurs, auteur d'un dictionnaire occitan provençal - catalan (2015) et sòci du Félibrige depuis la Sainte-Estelle 2012.

## Œuvres
- (ca) Els ànecs del Mekong, Perpinyà Perpignan, Ed. del Trabucaire, 1994, 131 p. (ISBN 978-2-905828-64-4 et 2-905828-64-1)
- (ca) Les Rambles de Saigon, Perpignan, Trabucaire, 1996, 1re éd., 149 p. (ISBN 978-2-905828-78-1 et 2-905828-78-1, LCCN 97130484)
- (ca) Les lletres d’amor no serveixen de res, Canet, Trabucaire u.a., 1997, 1re éd., 93 p. (ISBN 978-2-905828-94-1 et 2-905828-94-3)
- (ca) La revolta dels geperuts, 1998
- (ca) Les dones de paper, 2001
- (ca) La presonera d’Alger, Barcelone, Ed. Empúries, 2002, 1re éd., 107 p. (ISBN 978-84-7596-933-6 et 84-7596-933-X, LCCN 2002496797)
- (ca) La guerre des cocus [« La Guerra dels Cornuts »], Barcelone, Ed. Empúries, 2004, 141 p. (ISBN 978-84-9787-025-2 et 84-9787-025-5)A obtenu le prix Casero 2003 et le prix Méditerranée Roussillon en 2004
- (ca) Les amnèsies de Déu, Barcelone, Empúries, 2005, 1re éd., 203 p. (ISBN 978-84-9787-134-1 et 84-9787-134-0, LCCN 2007365423)A obtenu le prix Crexells 2005, le prix Salambó en langue catalane la même année ainsi que le troisième prix de romans Maria-Angels-Anglada
- (ca) Els taxistes del tsar, 2007trad. en es. : Los taxistas del zar, Barril i Barral, Barcelone, 2012
- (ca) Una educació francesa, 2009 — Prix Lletra d'Or 2010
- (ca) Un país de butxaca, 2010
- (ca) La melancolia dels oficials, 2011 — Prix Setè Cel 2011
- (ca) Les meues universitats, 2012
- (ca) Matar De Gaulle, 2014  — Prix Joaquim Amiat Piniella
- (ca) La senyora Arnoul. Traduction de Madame Arnoul de Jean-Noël Pancrazi, 2014
- (ca) Guia sentimental de Perpinyà, 2015  (ISBN 978-84-9809-298-1)
- (ca) La ballarina de Berlín, 2017   (ISBN 978-84-16367-92-4)
- (ca) El fill del coronel, 2017     (ISBN 978-84-16853-10-6)
- ((ca) Les set vides d'un gat rus, 2019
- (ca) L'amor, la guerra i altres ocupacions,  2020
- (ca) El diable es va aturar a Orà, 2022

### Dictionnaires
- (ca) Diccionari occità provençal - català , Barcelone, Llibres de l'Index, 2015  (ISBN 9788494414404)

### Traductions françaises
Trois de ses romans ont été traduits en français :
- La Guerre des cocus, 2004, éditions Balzac, traduction de l'auteur,  (ISBN 84-9787-025-5)
- L'Année de Syracuse (Matar De Gaulle), 2016, traduction de Marie Costa  (ISBN 978-2-37320-005-8)
- La Pagode des corbeaux (L'amor, la guerra i altres ocupacions), 2021, traduction de Marie Costa

Traductions du français en catalan
Il a traduit en catalan Madame Arnoul de Jean-Noël Pancrazi sous le titre La senyora Arnoul, 2015, aux éditions Sidillà

## Prix littéraires
- 2003 : Prix Just Manuel Casero avec La guerra dels cornuts
- 2004 : Prix Méditerranée Roussillon avec La guerra dels cornuts.
- 2005 : Prix Salambó, Prix Joan Crexells, troisième Prix Maria Àngels Anglada avec Les amnèsies de Déu
- 2008 : Finaliste du Prix Salambó avec Els taxistes del tsar
- 2010 : Prix Lletra d'Or 2010 avec Una educació francesa
- 2012 : Prix Setè Cel avec La melancolia dels oficials
- 2016 : Prix Joaquim Amat Piniella avec Matar De Gaulle